# Cephalotes bimaculatus
Cephalotes bimaculatus är en myrart som först beskrevs av Smith 1860.  Cephalotes bimaculatus ingår i släktet Cephalotes och familjen myror. Inga underarter finns listade.